# エディ・ハウ
エドワード・ジョン・フランク・"エディ"・ハウ（Edward John Frank "Eddie" Howe , 1977年11月29日 - ）は、イングランド出身の元サッカー選手、サッカー指導者。現役時代のポジションはディフェンダー。現在はプレミアリーグ・ニューカッスル・ユナイテッドFCの監督を務めている。

## 選手経歴
13歳の時に加入したボーンマスでキャリアの多くを過ごしたが、ボーンマスにユースチームができ、そこに入るまでは地元のロスガースというチームでプレイしていた。1995年12月に行われたハル・シティ戦でボーンマスのトップチームデビューを飾った。ボーンマスのディフェンスラインで重要な選手となり、1998年にはU-21のイングランド代表に選出され、トゥーロン国際大会に出場した。
2002年3月、ポーツマスに400,000ポンドの移籍金で移籍することになった。ハウはハリー・レドナップが監督に就任して獲得した最初の選手であった。しかし、契約後すぐに迎えたデビュー戦のプレストン・ノース・エンド戦で膝を負傷し、ハウのシーズンは早々に終わりを迎えた。
2002-03シーズンの開幕戦であるノッティンガム・フォレスト戦で復帰して出場を果たしたが、出場時間9分で再び膝を負傷してしまい、シーズン中の復帰は難しいものとなった。完全復帰には2004年1月までかかり、3月の移籍期限日にスウィンドン・タウンへローン移籍が決定したが、出場機会は得られなかった。
2004-05シーズン、ボーンマスでは始めの3ヶ月間をローン契約で過ごし、活躍を見せた。クラブの財政基盤は貧弱であったが、サポーターも加わりハウの移籍金を捻出するために「エディシェア」基金を設立し、数日で必要な移籍金額21,000ポンドを集めた。3シーズンの在籍で50試合以上の試合に出場したが、2007年に怪我で引退を余儀なくされ、リザーブチームのコーチに専念することになった。

## 監督経歴
29歳だった2006年の12月にボーンマスの監督であったケヴィン・ボンドにコーチに任命され、選手と兼任でリザーブチームの指導に当たることになった。トップチームのコーチに昇格し、2007年の夏に膝の怪我により選手としてのキャリアを諦めた。2008年9月にボンドが監督を解任されると、ハウもポジションを失った。

### ボーンマス
ジミー・クインが監督を務めていた時にユースチームのコーチとしてボーンマスに戻り、2008年12月31日にクインが監督を解任され、ハウは監督代行を務めることになった。指揮を執ったアウェイの2試合で2連敗を喫したが、2009年1月19日にハウは正式に監督に就任した。監督就任当時はフットボールリーグで1番若い監督であった。ボーンマスは17ポイントの勝ち点の減点処分を受けていたが、最終的に降格ゾーンからの脱出に成功し、残留を果たした。
2009-10シーズンはクラブ記録となる開幕からの9試合で8勝を挙げた。2009年11月にピーターバラ・ユナイテッドはダレン・ファーガソンに代わる監督としてハウに接触したが、ハウはそのオファーに断りを入れた。ボーンマスは選手の獲得を禁止されていたが、2010年4月24日に行われたバートン・アルビオンに2-0で勝利し、3シーズン振りとなるフットボールリーグ1昇格を決定した。
2011年の始めにいくつかのクラブがハウに接触したが、1月11日にボーンマスはハウが監督を続けることを発表した。しかし、1月14日にバーンリーの監督に就任することでバーンリーとボーンマスは合意したことが明らかとなり、コルチェスター・ユナイテッド戦がボーンマスで指揮を執る最後の試合となった。

### バーンリー
2011年1月16日、チャンピオンシップに所属していたバーンリーの監督に就任し、クラブと3年半の契約を結んだ。2011年1月22日に行われたスカンソープ・ユナイテッド戦で初めて指揮を執り、試合は0-0の引き分けに終わった。2010-11シーズンを8位で終え、2011-12シーズンを13位で終えて迎えた2012-13シーズン途中の10月に「個人的な理由」によりバーンリーの監督を辞任した。

### ボーンマス復帰後
2012年10月にかつて指揮を執ったボーンマスの監督に再び就任した。ハウは11月を3勝2分で終え、FAカップでも勝利を挙げると、リーグ1の月間最優秀監督に選ばれた。2013年4月20日にチャンピオンシップ昇格を決め、最終的に優勝したドンカスター・ローヴァーズには1ポイント届かなかったものの、準優勝でシーズンを終えた。2013-14シーズンはプレイオフ圏内に6ポイント届かず、10位でシーズンを終えた。
2015年4月19日、フットボールリーグの表彰が始まってから10年を記念した表彰において、最優秀監督に選ばれた。
2015年4月27日、ボーンマスは3-0でボルトン・ワンダラーズを倒し、プレミアリーグ昇格を決定した。しかし、試合終了時点では得失点差で19点の差をつけていたものの、3位のミドルズブラが試合を終えておらず、昇格が確定してはいなかったため、昇格を祝うことはなかった。昇格決定後にハウは、「感謝をするのは私の方であって、ファンの皆さんではありません。家族的なクラブで、陽が当たるに値するクラブです。」と述べた。5月2日に行われた最終節のチャールトン・アスレティックに3-0で勝利し、ワトフォードが勝利を逃したため、優勝チームとしてプレミアリーグに挑戦することになった。以降、5シーズンにわたりプレミアリーグの座を死守した,
2019-20シーズン、チーム内に負傷者が相次ぎ、戦力不足のままシーズンを過ごすことになり、シーズン終盤からは降格圏から抜け出すことが出来ず、シーズン最終戦のエヴァートンFC戦に勝利したものの、勝ち点3差で追っていたアストン・ヴィラFCが、引き分けて勝ち点1を獲得した為に、ボーンマスはEFLチャンピオンシップ降格が決定。シーズン終了後の2020年8月1日に退任することが発表された。

### ニューカッスル
2021年11月8日、ニューカッスル・ユナイテッドFCの監督に就任したことが発表された。就任当初最下位に沈んでいたチームを、新オーナー就任による大型補強の後押しもありシーズン終了時には11位まで上昇させた。さらに翌22/23シーズンは絶好調のシーズンを送り、4位に入ってクラブを21年ぶりのUEFAチャンピオンズリーグ出場に導いた。
23/24シーズンは特にシーズン中盤にかけて度重なる選手の負傷などにより深刻な戦力不足が続くも、最終的に7位でシーズンを終えることに成功した。一方チャンピオンズリーグではミラン、ドルトムント、PSGと同組という非常に厳しいグループに入り、最下位で敗退した。

## 私生活
ハウは結婚し、2人の子どもがいる。手首にはアルファベット「R」のタトゥーが刻まれているが、これはかつて飼っていた黒毛のラブラドール、ロドニーへの思いを込めたものである。
子どもの頃はエヴァートンのサポーターであり、ゲーリー・リネカーがアイドルであった。

## 個人成績
| クラブ                      | シーズン | リーグ              | リーグ | リーグ | カップ | カップ | リーグカップ | リーグカップ | その他 | その他 | 通算 | 通算 |
| クラブ                      | シーズン | ディビジョン        | 出場   | 得点   | 出場   | 得点   | 出場         | 得点         | 出場   | 得点   | 出場 | 得点 |
| --------------------------- | -------- | ------------------- | ------ | ------ | ------ | ------ | ------------ | ------------ | ------ | ------ | ---- | ---- |
| ボーンマス                  | 1995-96  | ディヴィジョン2     | 5      | 0      | 0      | 0      | 0            | 0            | 0      | 0      | 5    | 0    |
| ボーンマス                  | 1996-97  | ディヴィジョン2     | 13     | 0      | 0      | 0      | 0            | 0            | 0      | 0      | 13   | 0    |
| ボーンマス                  | 1997-98  | ディヴィジョン2     | 40     | 1      | 3      | 0      | 2            | 0            | 5      | 0      | 50   | 1    |
| ボーンマス                  | 1998-99  | ディヴィジョン2     | 45     | 2      | 4      | 2      | 4            | 1            | 3      | 0      | 46   | 5    |
| ボーンマス                  | 1999-00  | ディヴィジョン2     | 28     | 1      | 0      | 0      | 5            | 0            | 0      | 0      | 33   | 1    |
| ボーンマス                  | 2000-01  | ディヴィジョン2     | 31     | 2      | 3      | 0      | 1            | 0            | 0      | 0      | 35   | 2    |
| ボーンマス                  | 2001-02  | ディヴィジョン2     | 38     | 4      | 2      | 0      | 1            | 0            | 1      | 0      | 42   | 4    |
| ボーンマス                  | 通算     | 通算                | 200    | 10     | 12     | 2      | 13           | 1            | 9      | 0      | 224  | 13   |
| ポーツマス                  | 2001-02  | ディヴィジョン1     | 1      | 0      | 0      | 0      | 0            | 0            | 0      | 0      | 1    | 0    |
| ポーツマス                  | 2002-03  | ディヴィジョン1     | 1      | 0      | 0      | 0      | 0            | 0            | 0      | 0      | 1    | 0    |
| ポーツマス                  | 通算     | 通算                | 2      | 0      | 0      | 0      | 0            | 0            | 0      | 0      | 2    | 0    |
| スウィンドン・タウン (loan) | 2003-04  | ディヴィジョン2     | 0      | 0      | 0      | 0      | 0            | 0            | 0      | 0      | 0    | 0    |
| ボーンマス                  | 2004-05  | フットボールリーグ1 | 35     | 1      | 3      | 0      | 2            | 0            | 0      | 0      | 40   | 1    |
| ボーンマス                  | 2005-06  | フットボールリーグ1 | 20     | 0      | 0      | 0      | 0            | 0            | 0      | 0      | 20   | 0    |
| ボーンマス                  | 2006-07  | フットボールリーグ1 | 15     | 1      | 1      | 0      | 0            | 0            | 0      | 0      | 16   | 1    |
| ボーンマス                  | 通算     | 通算                | 70     | 2      | 4      | 0      | 2            | 0            | 0      | 0      | 76   | 2    |
| 総通算                      | 総通算   | 総通算              | 272    | 12     | 16     | 2      | 15           | 1            | 9      | 0      | 302  | 15   |

## 監督成績
2024年5月21日現在
| クラブ         | 国               | 就任           | 退任           | 記録 | 記録 | 記録 | 記録 | 記録   |
| クラブ         | 国               | 就任           | 退任           | 試   | 勝   | 分   | 敗   | 勝率   |
| -------------- | ---------------- | -------------- | -------------- | ---- | ---- | ---- | ---- | ------ |
| ボーンマス     | イングランドの旗 | 2008年12月31日 | 2011年1月16日  | 102  | 51   | 18   | 33   | 050.00 |
| バーンリー     | イングランドの旗 | 2011年1月16日  | 2012年10月12日 | 86   | 35   | 17   | 34   | 040.70 |
| ボーンマス     | イングランドの旗 | 2012年10月12日 | 2020年8月1日   | 355  | 144  | 75   | 136  | 040.56 |
| ニューカッスル | イングランドの旗 | 2021年11月8日  |                | 125  | 62   | 27   | 36   | 049.60 |
| 合計           | 合計             | 合計           | 合計           | 668  | 292  | 137  | 239  | 043.71 |

## 獲得タイトル

### クラブ
- フットボールリーグ・チャンピオンシップ：2014-15[18]
- フットボールリーグ1準優勝：2012-13
- フットボールリーグ2準優勝：2009-10

### 個人
- フットボールリーグ最優秀監督：2005-2015[26]
- フットボールリーグ月間最優秀監督：2014年10月[27]、2015年3月[28]
- リーグ監督協会年間最優秀監督：2015年[29]
- リーグ監督協会チャンピオンシップ年間最優秀監督：2014-15[29]
- プレミアリーグ月間最優秀監督：5回（2017年3月、2018年1月、2018年10月、2022年2月、2022年10月）